# Llacuna de Salines
La llacuna de Salines és una llacuna endorreica a uns dos quilòmetres de la localitat de les Salines d'Elda (Alt Vinalopó, País Valencià). Es tracta d'un llac de caràcter salat, que posseeix una conca superficial d'uns 90 km², en la qual desemboquen els cursos fluvials de les serres del voltant, així com de diversos pous. L'aigua roman allí a causa del caràcter endorreic de la conca, és a dir, no té cap sortida cap al mar. Tal com succeïa també a la propera llacuna de Villena, dessecada en l'actualitat. Durant un temps hi ha hagut una explotació salinera, avui abandonada.
Les seues dimensions són d'uns 1.200 m de longitud per 800 m d'amplada. El fet d'estar saturada de sal la inutilitza per al seu aprofitament agrícola, encara que de totes maneres en l'actualitat roman gairebé seca la major part de l'any a causa de la falta de pluges existent a la conca del Vinalopó, així com a la sobreexplotació dels aqüífers.

## Història
Al Diccionari de Madoz (1845-1850) apareix la següent descripció:
| «                     | […] una laguna de agua salda inmediata á la pobl[ación] hácia el SE., formada por las vertienes de los montes inmediatos y varios manantiales, ocupando sobre 4,000 tahullas de tierra; si bien ha sufrido algunas alteraciones segun los años más ó menos lluviosos, habiendo llegado á tener en ciertas épocas una hora de larga y ½ de ancho. Sus emanaciones son causa de las calenturas intermitentes que endemicamente padecen los hab[itantes] de Salinas, cuya calamidad se ha hecho sentir mas terriblemente en épocas de grande aumento de aguas. Estos males que tanto afligen á la pobl[ación] podrian evitarse, si para su desagüe se abriera un conducto por el collado de Cámara sit[uado] al SE. de dicha laguna, el cual ofreceria ademas la grande ventaja de aprovechar sus aguas. | » |
| — Diccionari de Madoz | |   |

Els intents de dessecació es remunten al segle xviii, encara que no es van materialitzar fins a la dècada de 1920. Les obres començades, però, van quedar sense finalitzar i, no podent donar ús agrícola a la llacuna, es va optar per instal·lar una indústria salinera, que va estar activa fins a la dècada del 1960. Des de llavors la llacuna no té utilització amb fins econòmics. Les ribes estan cobertes d'espesses formacions de júncies i joncs, amb espècies com el tamariu, la sempreviva blava o les canyametes. Entre la fauna destaquen les aus: perdius, aligots, esparvers, llesnes, àguila cuabarrada, flamencs, camallongues, garses, etc. algunes de les quals nien amb caràcter sedentari.